# Alexandra Sontheimer
Alexandra Sontheimer née le 15 juin 1987 à Fribourg-en-Brisgau, est une coureuse cycliste allemande.

## Palmarès

### Palmarès par années
- 2005
  - 5e du championnat du monde de contre-la-montre juniors
  - 9e du championnat du monde de poursuite juniors
- 2007
  - 3e du championnat d'Allemagne de poursuite
  - 7e du championnat d'Europe de contre-la-montre espoirs
- 2008
  - Bike City Copenhagen (UCI World Cup - poursuite par équipes)
  -  Médaillée de bronze de la poursuite par équipes aux championnats du monde